# منتدى جدة الاقتصادي
منتدى جدة الاقتصادي هو منتدى يُعقد سنوياً منذ سنة 2000 بمدينة جدة السعودية، وهو أول منتدى اقتصادي في المملكة. وأصبح في هذه الفترة المنتدى الاستراتيجي الرائد في الشرق الأوسط الذي يركّز على القضايا الاقتصادية والاجتماعية الإقليمية والدولية.
تقوم كثير من موضوعات المنتدى على أن الازدهار الاقتصادي يتطلَب اقتصاداً اجتماعياً ومجتمعاً مدنياً سليماً. وقد ركَزت المنتديات السابقة على موضوعات مثل الإصلاح الاقتصادي والنمو المستدام. وقد طبَق المنتدى في كل من دوراته منهجية تتوسَع في المقاربة الاقتصادية للنموَ لتشمل أبعاداً أخرى بينها التركيز على بناء القدرات، وتوسيع رأس المال الاجتماعي، ودور المؤسسات التعليمية، والحاجة إلى استمرار الأبحاث والتفكير لضمان المحافظة على انسجام التطوَرات العالمية والإقليمية والمحلية بعضها مع بعض.
و هكذا أصبح منتدى جدة الاقتصادي منذ إنشائه، مكاناً فريداً يستطيع فيه المشاركون من الحكومات والشركات والمجتمع المدني التفكير معاً في حلول عالمية للمشكلات المحلية.
قدَم منتدى جدة الاقتصادي خلال مدة وجوده بعض الشخصيات والمفكَرين البارزين بينهم قادة حكومات ورؤساء تنفيذيين للشركات وناشطون اجتماعيون وبيئيون منهم: رئيس الولايات المتحدة السابق جورج بوش الأب، الرئيس الأمريكي السابق بيل كلينتون، رئيس وزراء بريطانيا الأسبق جون ميجر، مستشار ألمانيا السابق غيرهارد شرودر، أمير ويلز تشارلز فيليب، رئيس المنتدى الاقتصادي العالمي كلاوس شواب، ملكة الأردن رانيا، ريتشارد برانسون، والحائز على جائزة نوبل للاقتصاد محمد يونس وغيرهم. وشهد المنتدى الرابع عام 2003 أول مشاركة نسائية.
عقدت آخر دورة من المنتدى في 2016، ثم توقف بعد دمجه مع المنتديات الاقتصادية الأخرى في المملكة تحت مظلة منتدى مكة الاقتصادي في 2018.

## سنوات المنتدى
| السنة | بدأ             | انتهى           | الموضوع                                                                           | محاورون بارزون | ملاحظات           |
| ----- | --------------- | --------------- | --------------------------------------------------------------------------------- | --- | ----------------- |
| 2000  | يناير 22, 2000  | يناير 23, 2000  | تحقيق نمو مستمر في ظل عولمة الاقتصاد                                              | عبد المجيد بن عبد العزيز آل سعود، أمير منطقة مكة جون ميجر، رئيس الوزراء البريطاني جورج بوش،رئيس الولايات المتحدة السابق ريتشارد ن. كوبر، أستاذ الاقتصاد بجامعة هارفارد لويس ويلز، أستاذ الاقتصاد بجامعة هارفارد روجر بي. بورتر، أستاذ بكلية كينيدي بجامعة هارفارد | [ 1 ] [ 5 ] [ 6 ] |
| 2001  | يناير 20, 2001  | يناير 22, 2001  | تنمية موارد الثروة في الاقتصاد القائم على العلم والمعرفة                          | عبد المجيد بن عبد العزيز آل سعود، أمير منطقة مكة عبد الله بن فيصل بن تركي، محافظ الهيئة العامة للاستثمار عمرو الدباغ، أستاذ الاقتصاد بجامعة الملك عبد العزيز، مؤسس منتدى جدة الاقتصادي، وعضو المنتدى الاقتصادي العالمي فاليري جيسكار ديستان، رئيس فرنسا السابق هلموت كول، مستشار ألمانيا السابق جون كيلش، عميد كلية لندن للأعمال | [ 7 ]             |
| 2002  | يناير 19, 2002  | يناير 21, 2002  | الإدارة في بيئة عالمية معقدة                                                      | عبد المجيد بن عبد العزيز آل سعود، أمير منطقة مكة الوليد بن طلال، سادس أغنى رجل في العالم لعام 2001 عمرو الدباغ، أستاذ الاقتصاد بجامعة الملك عبد العزيز، مؤسس منتدى جدة الاقتصادي، وعضو المنتدى الاقتصادي العالمي سلطان بن سلمان، الأمين العام للهيئة العليا للسياحة السعودية عبد الله بن فيصل بن تركي، أمحافظ الهيئة العامة للاستثمار أسامة بن جعفر فقيه، وزير التجارة السعودي إياد بن أمين مدني، وزير الحج السعودي علي بن إبراهيم النعيمي، وزير البترول والثروة المعدنية السعودي هاشم بن عبد الله يماني، وزير الصناعة والكهرباء السعودي محمد بن سليمان الجاسر، نائب محافظ مؤسسة النقد العربي السعودي بيل كلينتون، رئيس الولايات المتحدة السابق سلمان بن حمد آل خليفة، ولي عهد البحرين عمرو موسى، أمين عام جامعة الدول العربية          | [ 8 ]             |
| 2003  | يناير 18, 2003  | يناير 20, 2003  | التنافس العالمي.. التفكير بمنظور عالمي والعمل بمنظور محلي                         | إبراهيم بن عبد العزيز العساف، وزير المالية السعودي عمرو الدباغ، أستاذ الاقتصاد بجامعة الملك عبد العزيز، مؤسس منتدى جدة الاقتصادي، وعضو المنتدى الاقتصادي العالمي هاشم بن عبد الله يماني، وزير الصناعة والكهرباء السعودي محمد بن سليمان الجاسر، نائب محافظ مؤسسة النقد العربي السعودي علي أبو الراغب، رئيس وزراء الأردن باسم عوض الله، وزير التخطيط الأردني سيد حامد البار، وزير الشؤون الخارجية الماليزي لولوة الفيصل لبنى بنت خالد القاسمي ميرفت التلاوي، الأمينة التنفيذية للجنة الأمم المتحدة الاقتصادية والاجتماعية لغرب آسيا سيمونز أوف فيرنهام دين، وزيرة التجارة البريطانية | [ 3 ] [ 9 ]       |
| 2004  | يناير 17, 2004  | يناير 19, 2004  | نحو تحقيق نمو متسارع                                                              | هاشم بن عبد الله يماني، وزير الصناعة والتجارة السعودي علي بن إبراهيم النعيمي، وزير البترول السعودي عبد الله بن صالح بن جمعة، رئيس أرامكو السعودية نور سلطان نزارباييف، رئيس كازاخستان رفيق الحريري، رئيس وزراء لبنان فؤاد السنيورة، وزير المالية اللبناني مهاتير محمد، رئيس وزراء ماليزيا رجب طيب أردوغان، رئيس وزراء تركيا سوباتشاي بانتشباكدي، رئيس منظمة التجارة العالمية بيل كلينتون، رئيس الولايات المتحدة السابق شوكت عزيز، وزير المالية الباكستاني غونار لوند، وزير المالية السويدي عادلة بنت عبد الله بن عبد العزيز رانيا العبد الله، ملكة الأردن | [ 10 ] [ 11 ]     |
| 2005  | فبراير 19, 2005 | فبراير 21, 2005 | بناء الطاقات: تطوير الأداء لتحقيق نمو مستدام                                      | مقرن بن عبد العزيز آل سعود، أمير المدينة تركي الفيصل، سفير السعودية لدى الولايات المتحدة سلطان بن سلمان، الأمين العام للهيئة العليا للسياحة السعودية غازي القصيبي، وزير العمل السعودي هاشم بن عبد الله يماني، وزير الزراعة والتجارة السعودي جبارة بن عيد الصريصري، وزير النقل السعودي خالد بن محمد العنقري، وزير التعليم العالي السعودي أحمد محمد علي، رئيس البنك الإسلامي للتنمية عبد الله أحمد بدوي، رئيس وزراء ماليزيا حامد كرزاي، رئيس أفغانستان شوكت عزيز، رئيس وزراء باكستان عبد الله واد، رئيس السنغال أولوسيجون أوباسانجو، رئيس نيجيريا فاتسلاف كلاوس، رئيس التشيك عمرو موسى، أمين عام جامعة الدول العربية سيلسو أموريم، وزير الخارجية البرازيلي مادلين أولبرايت، وزيرة الخارجية الأمريكية السابقة سوزان مبارك، سيدة مصر الأولى | [ 12 ] [ 13 ]     |
| 2006  | فبراير 11, 2006 | فبراير 13, 2006 | من أجل آفاق جديدة للنمو الاقتصادى . . احترام الهوية الفردية وتعزيز القيم المشتركة | إياد بن أمين مدني، وزير الإعلام السعودي عبد الله زينل علي رضا، وزير الدولة وعضو مجلس الوزراء السعودي محمد بن علي العبار، عضو المجلس التنفيذي لإمارة دبي بدر مشاري الحميضي، وزير المالية الكويتي غيرهارد شرودر، مستشار ألمانيا السابق ديني ساسو نغيسو، رئيس جمهورية الكونغو يحيى جامع، رئيس غامبيا جيري راولينغز، رئيس غانا السابق عبد الله غل، نائب رئيس وزراء تركيا ووزير الخارجية التركي آل جور، نائب رئيس الولايات المتحدة السابق ستيف فوربس، رئيس تحرير مجلة فوربس عبد السلام المجالي، رئيس وزراء الأردن السابق ديفيد بريوار، عمدة لندن الكبير أندري أزولاي، مستشار ملك المغرب محمد السادس ثريا العريض ماري ماك أليس، رئيسة أيرلندا بهية الحريري، عضوة مجلس النواب اللبناني                                                         | [ 14 ] [ 15 ]     |
| 2007  | فبراير 24, 2007 | فبراير 27, 2007 | الإصلاح الاقتصادي: أرض واعدة وآفاق ممتدة                                          | هاشم بن عبد الله يماني، وزير التجارة والصناعة السعودي تركي الفيصل، رئيس مركز الملك فيصل للبحوث والدراسات الإسلامية عادل فقيه، أمين محافظة جدة رجب طيب أردوغان، رئيس وزراء تركيا ويسلي كلارك، القائد السابق في حلف شمال الأطلسي آسيا آل الشيخ رانيا العبد الله، ملكة الأردن بينظير بوتو، رئيسة وزراء باكستان السابقة إيما بونينو، وزيرة الشؤون الأوروبية والتجارة الدولية الإيطالية | [ 16 ] [ 17 ]     |
| 2008  | فبراير 23, 2008 | فبراير 26, 2008 | إنماء الثروة عبر الشراكات والتحالفات                                              | تركي الفيصل، رئيس مركز الملك فيصل للبحوث والدراسات الإسلامية غازي القصيبي، وزير العمل السعودي هاشم بن عبد الله يماني، وزير التجارة السعودي سلام فياض، رئيس الوزراء الفلسطيني محمد يونس، مؤسس بنك غرامين والحاصل على جائزة نوبل للسلام 2006 حارث سيلايديتش، عضو مجلس رئاسة البوسنة والهرسك تشارلز فيليب آرثر جورج، أمير ويلز ريتشارد برانسون إيريك ماسكين، الحاصل على جائزة نوبل في العلوم الاقتصادية 2007 آلان جرينسبان جورج سوروس باري مكافري لبنى بنت خالد القاسمي، وزيرة الاقتصاد الإماراتية | [ 18 ] [ 19 ]     |
| 2009  | لم يعقد         | لم يعقد         |                                                                                   | | [ 20 ]            |
| 2010  | فبراير 13, 2010 | فبراير 16, 2010 | الاقتصاد العالمي 2020                                                             | عبد الله زينل علي رضا، وزير التجارة والصناعة السعودي علي بن إبراهيم النعيمي، وزير البترول والثروة المعدنية السعودي محمد بن سليمان الجاسر، محافظ مؤسسة النقد العربي السعودي أحمد محمد علي، رئيس البنك الإسلامي للتنمية صالح عبد الله كامل، رئيس الغرفة التجارية الصناعية بجدة أليخاندرو خارا، نائب المدير العام لمنظمة التجارة العالمية نيل وولين، نائب وزير الخزانة الأمريكي إيا بيورلنغ، وزيرة التجارة السويدية | [ 21 ]            |
| 2011  | مارس 19, 2011   | مارس 22, 2011   | متغيرات القرن ال21                                                                | تركي الفيصل، رئيس مركز الملك فيصل للبحوث والدراسات الإسلامية فيصل بن خالد بن عبد العزيز، أمير منطقة عسير سعود بن عبد المحسن، أمير منطقة حائل عبد الله زينل علي رضا، وزير التجارة والصناعة السعودي محمد بن سليمان الجاسر، محافظ مؤسسة النقد العربي السعودي عمرو الدباغ، محافظ الهيئة العامة للاستثمار السعودية رجب طيب أردوغان، رئيس وزراء تركيا أندرو ألبرت كريستيان إدوارد، دوق يورك فكتور زوبكوف، نائب رئيس وزراء روسيا ريتشارد تي ماكورماك، نائب الرئيس التنفيذي لمجلس إدارة بنك أوف أمريكا داليا مجاهد، المديرة التنفيذية لمؤسسة غالوب | [ 22 ] [ 23 ]     |
| 2012  | مارس 3, 2012    | مارس 6, 2012    | ما بعد الآفاق .. اليوم نبني اقتصاد الغد                                           | تركي الفيصل، رئيس مركز الملك فيصل للبحوث والدراسات الإسلامية خالد الفيصل، أمير منطقة مكة فيصل بن سلمان، رئيس المجموعة السعودية للأبحاث والتسويق تركي بن سعود بن محمد، نائب رئيس معاهد الأبحاث بمدينة الملك عبد العزيز للعلوم والتقنية توفيق الربيعة، وزير التجارة والصناعة السعودي عادل فقيه، وزير العمل السعودي صالح عبد الله كامل، رئيس الغرفة التجارية الصناعية بجدة علي باباجان، نائب رئيس وزراء تركيا شوكت عزيز، رئيس وزراء باكستان السابق جوزيه دبليو. فرنانديز، مساعد وزير الخارجية الأمريكي للشئون الاقتصادية والأعمال جون بروتون، رئيس وزراء أيرلندا السابق ليندا روتنبرغ، المديرة التنفيذية لمنظمة إنديفور | [ 24 ]            |
| 2013  | مارس 16, 2013   | مارس 18, 2013   | الإسكان والنمو السكاني                                                            | خالد الفيصل، أمير منطقة مكة منصور بن متعب بن عبد العزيز، وزير الشؤون البلدية والقروية السعودي شويش سعود الضويحي، وزير الإسكان السعودي توفيق الربيعة، وزير التجارة والصناعة السعودي محمد بن سليمان الجاسر، وزير الاقتصاد والتخطيط السعودي فهد بن عبد الله المبارك، محافظ مؤسسة النقد العربي السعودي صالح عبد الله كامل، رئيس الغرفة التجارية الصناعية بجدة عبد الله العلي النعيم، رئيس المعهد العربي لإنماء المدن أردوغان بيرقدار، وزير البيئة والتخطيط المدني التركي أغوينالدو ريبيرو، وزير المدن البرازيلي جان أوسوليفان، وزيرة الإسكان والتخطيط الأيرلندية | [ 25 ] [ 26 ]     |
| 2014  | مارس 18, 2014   | مارس 20, 2014   | الإنماء من خلال الشباب                                                            | مشعل بن عبد الله بن عبد العزيز، أمير منطقة مكة سلطان بن سلمان، الأمين العام للهيئة العامة للسياحة والآثار السعودية توفيق الربيعة، وزير التجارة والصناعة السعودي محمد بن سليمان الجاسر، وزير الاقتصاد والتخطيط السعودي صالح عبد الله كامل، رئيس الغرفة التجارية الصناعية بجدة فيصل بن عبدالرحمن بن معمر، الأمين العام لمركز الملك عبد العزيز للحوار الوطني خافير سالا ي مارتن، أستاذ الاقتصاد بجامعة كولومبيا كريس هيوز، المؤسس المشارك لفيسبوك توني فيرنانديز، الرئيس التنفيذي لمجلس إدارة طيران آسيا لمى السليمان، عضو مجلس إدارة الغرفة التجارية الصناعية بجدة جوانا ريس، عضو مجلس إدارة منظمة إنديفور | [ 27 ]            |
| 2015  | لم يعقد         | لم يعقد         |                                                                                   | | [ 28 ]            |
| 2016  | مارس 1, 2016    | مارس 3, 2016    | شركات القطاع الخاص والعام .. شراكة فاعلة لمستقبل أفضل                             | خالد الفيصل، أمير منطقة مكة توفيق الربيعة، وزير التجارة والصناعة السعودي صالح عبد الله كامل، رئيس الغرفة التجارية الصناعية بجدة نجيب تون عبد الرزاق، رئيس وزراء ماليزيا محمد شيمشك، نائب رئيس وزراء تركيا بن علي يلدرم، وزير النقل التركي | [ 29 ] [ 30 ]     |
| 2017  | لم يعقد         | لم يعقد         |                                                                                   | | [ 31 ]            |

## وصلات خارجية
- الموقع الرسمي لمنتدى جدة الاقتصادي